# Frédéric Back
Frédéric Back (8 de abril de 1924 - 24 de diciembre de 2013) fue un artista y director de cine de cortos de animación canadiense.

## Biografía
Nacido en Saarbrücken, territorio de la cuenca del Sarre, emigró a Canadá en 1948. Comenzó a enseñar en la École des Beaux-Arts de Montréal. En 1952, se unió al departamento gráfico de Radio-Canadá, donde permaneció el resto de su carrera.
Creó un mural enorme de vidrieras titulado L'histoire de la musique à Montréal ("la historia de la música en Montreal") en la estación del metro Place-des-Arts en Montreal. Dio a conocer este vitral el 20 de diciembre de 1967, y fue la primera obra de arte en ser comisionado para el sistema de metro de Montreal.
Dirigió el cortometraje animado “El hombre que plantaba arboles” en francés: L'homme qui des arbres plantait, una impecable pieza de animación tradicional, que reflexiona sobre el ser humano y la relación con la naturaleza, este trabajo fue merecedor  de múltiples premios entre los que se encuentran La palma de oro en Cannes y el Oscar en 1987.
Fue nominado para un Premio de 1989 del Gobernador General en la Literatura Infantil - categoría Ilustración para L'Homme qui plantait des arbres. En 1989, fue nombrado Caballero de la Orden Nacional de Quebec.
Murió de cáncer en Montreal el 24 de diciembre de 2013.

## Premios y distinciones
Premios Óscar
| Año  | Categoría                  | Película                       | Resultado |
| ---- | -------------------------- | ------------------------------ | --------- |
| 1981 | Mejor cortometraje animado | All nothing                    | Nominado  |
| 1982 | Mejor cortometraje animado | Crac                           | Ganador   |
| 1988 | Mejor cortometraje animado | El hombre que plantaba árboles | Ganador   |
| 1994 | Mejor cortometraje animado | The Mighty River               | Nominado  |